# Joseph Deakin
Pour les articles homonymes, voir Deakin (homonymie).
Joseph Deakin (né le 6 février 1879 - mort le 30 juin 1972) est un athlète britannique, médaillé d'or aux Jeux olympiques de 1908.

## Carrière
Joe Deakin est né à Shelton (Staffordshire). Il servit dans la seconde guerre des Boers en tant que soldat de la brigade des fusiliers. Au cours de ces années de service, il battit le record d'Afrique du Sud des 880 yards et du mile. Affecté ensuite en Irlande, il courut pour le club local des Clonliffe Harriers et remporta le mile d'Irlande puis quatre nouveaux titres sur cette distance en 1901. De retour en Angleterre, il s'inscrivit au club des Herne Hill Harriers en 1903 et s'imposa bientôt comme l'un des meilleurs coureurs de cross-country du pays.
Il termina second du championnat anglais de cross-country en 1907 et trouva suffisamment de force pour les épreuves qualificatives des Jeux Olympiques au début de l'année 1908.
Deakin s'imposa dans la première série du 1500 mètres aux Jeux olympiques d'été de 1908, avec un chronomètre de 4 min 13 s 6 et 75 m d'avance sur son suivant. Mal classé pour la finale, il améliora son temps, mais ne put se classer que sixième avec un chronomètre de 4 min 7 s 9. Le lendemain matin, Deakin menait l'équipe britannique à la victoire pour le relais des 3 miles. Après un banquet de la victoire, où l'on servait du champagne, il n'hésita pas à s'aligner pour les épreuves qualificatives du 5 miles. Comme on le devine, il dut abandonner dès la première course.
Deakin s'inscrivit ensuite au Surrey AC et représenta ce club au premier marathon de Londres, le Polytechnic Marathon et termina à la 20e place. Mobilisé au cours de la Première guerre mondiale, où il perdit temporairement la vue, il reprit la course à pied et améliora ses premières performances au marathon en se classant 8e au "Poly" de 1920. Il poursuivit la compétition toute sa vie, comme vétéran ; il courut sa dernière course la veille de ses 90 ans, et mourut trois ans plus tard, à Dulwich.

## Palmarès

### Jeux olympiques d'été
- Athlétisme aux Jeux olympiques de 1908 à Londres,  Royaume-Uni
  -  Médaille d'or du 3 miles par équipes